# Álfur
Pour le terme désignant des populations de l'archipel indonésien, voir Alfur.
Álfur, Álfr ou Alf est le dernier évêque résident de Garðar, au Groenland.

## Biographie
Nous ne savons rien de son mandat d'évêque à Garðar. À la fin du XIVe siècle, les contacts entre le Groenland et la Norvège devinrent de plus en plus sporadiques. En 1367, le navire de commerce officiel a été perdu en mer et rien n'indique qu'il ait été remplacé par la couronne norvégienne. Álfur mourut en 1378, mais ce ne fut qu'en 1385 que la nouvelle parvint en Norvège. Un nouvel évêque a été nommé mais il ne fit jamais le voyage vers le Groenland. Selon les annales islandaises, les Skrælings attaquèrent les Groenlandais en 1379, en tuèrent dix-huit et enlevèrent deux garçons et une femme : les conflits entre les Inuits et les Scandinaves auraient tellement endommagé la colonie orientale qu'elle serait devenue non viable.